# Хак-Назар-хан
Хак-Наза́р-хан (каз. Хақназар хан) — хан Казахского ханства в 1538—1580 годах, сын Касым-хана. С именем Хак-Назара связывают период возрождения Казахского ханства после междоусобиц, в его период правления наблюдался подъём во внутренней и внешней политике государства.

## Биография

### Происхождение
Сын Касым хана и Ханык Султан Ханым. Хак-Назар в правление Тахир-хана и Буйдаш-хана жил у одного из ногайских мурз. В 1550-е годы наблюдается, как отмечают некоторые исследователи, возрождение Казахского ханства под руководством Хак-Назара, правление которого длилось более 40 лет. Во время правления Хак-Назар-хана, Казахское ханство начало обретать свое былое могущество достигнутое во времена Касыма хана. Хак-Назар-хан объединил разрозненных после 1520-х годов жителей степи былого Казахского ханства.

## Правление
В 1538 году Хак-Назар-хан взошел на трон Казахского ханства в городе Сыгнак. В «Ахсан ат-таварих» Хасан-бека Румлу описывается сражение Хак-Назара с туркменами в 955 году хиджры (1548/1549 году).
Хак-Назар, переправившись за Амударью имел сражение с Казаком (сын Мухаммад-хана Шараф ад-Дин-оглы, правителя Герата) под Пул-и Хатун, сражение закончилось поражением Хак-Назара.
В 1554 году Хак-Назар-хан совершил несколько удачных военных компаний против ойратов. Около 1556 года в источниках без точного указания даты говорится о поражении могулов в битве с Хак-Назар-ханом, «ханом казахским и киргизским». Информация о набеге Абд ал-Латифа, сына Абд ар-Рашид-хана, на казахов и киргизов и его гибели имеется в «Хронике» Шах Махмуд чораса, «Тарих-и Кашгар» анонимного автора, «Бахр ал-асрар» Махмуда ибн Вали и других источниках. Однако в «Тазкира-йи Ходжа Мухаммад Шариф» казахи не упоминаются вообще — речь идёт о нападении Абд ал-Латиф-султана на киргизов, которые жили в Кара-Тегине.
Узнав о смерти своего сына, Абд ар-Рашид обратился за помощью к Науруз-Ахмад-хану (Барак-хану) и стал готовиться к походу. Местом последующей битвы согласно Махмуду ибн Вали был Иссык-Куль, согласно Шах Махмуд чорасу —Эмиль, согласно «Тарих-и Кашгар» — Иртыш, где по рассказам этих авторов Абд ар-Рашид настиг казахов и киргизов. Имена казахских ханов, упомянутых разными авторами, не совпадают. По Шах Махмуд Чурасу ханом у казахов был Хак-Назар, который погиб в той битве (однако, имя Хак-Назара упоминается Хафиз Танышем намного позднее — в 1580 году).
Часто о казахах пишут в то время в Москву ногайские мурзы, что показывает возросшую политическую активность казахов во главе с Хак-Назаром. К примеру, в 1557 году ногайский мурза Исмаил жаловался царю Ивану IV: 
Да племянники ж мои от нас отстали ныне за Яиком и приложилися к козацкому царю, со мною завоевалижся, да надо мною времени ищут.
 Также в 1563 году Хак-Назар одержал вверх над Кучум-ханом и над его войской.

В 1569 году посол к ногайским мурзам от царя Ивана IV — Семён Мальцев сообщает: 
… казацкие орды Ак-Назара царя, Шигая царевича и Челыма царевича, а с ним 20 царевичей приход был в Ногаи и бой был.

В то же время Хак-Назар-хан вёл борьбу с сибирским ханом, шибанидом Кучумом, в которой сторонам сопутствовала переменная удача. В беседе с послом московского царя Иваном Поздеевым Кучум очень неуверенно высказывался о своей власти, что говорит о том, что Хак-Назар был для него серьёзным противником: 
Ныне деи дань сбираю Господарю вашему царю и великому князю послов пошлю, а нынеча деи мне война с казацким царем, и одолеет деи меня царь казацкий и сядет на Сибири, ино и тот Господарю дань учнет не давати.

### Расширение территорий Казахского ханства
Хакк-Назару были подчинены и башкиры и ногайцы. Рычков писал:
«Сей Акназар, учинившись ханом, в великое усилование пришел и владел не только одними теми ногайцами и Башкириею, но сверх того Казанское, Сибирское и Астраханское царство, Бухарню, Хиву, Ташкент и другие многие города под власть свою покорил и дань с них собирал... В башкирском же народе до того Акназар-хана владели зауральскими сибирский Кучум-хан, бельскими и яицкими, т. е. по реке Белой и Яику жившим, казанские; a горскими, ногайские ханы, которых потом означенный Акназар-хан всех один в своей власти имел; и усмотра их непостоянства и раз-ные воровства, всячески их изнурял, и в бессилие приво-дил; ибо на три двора по одному токмо котлу иметь до-пущал, и как скот и пожитки, так и детей их к себе от-бирал, и землями владеть також и через реку Белую переходить не допущал, а кои звероловством промыш- ляли, принуждены были платить ему за это ясак с каж дого человека по лисице, бобру и кунице, от чего наконец пришли они в самое крайнее истощение и убожество»
Мнение В. В. Бартольда, который считал, что после смерти Хакк-Назар-хана казахи и кыргызы «...уже не составляли больше одного государства; вообще, насколько известно, эти два народа с тех пор никогда больше не объединялись под властью одного хана». По мнению казахстанского историка Н. А. Атыгаева, источники[какие?] не подтверждают эту точку зрения. В «Раузат ар-Ризван» Бадр ад-Дина ал-Кашмири среди приближенных Шигай-хана упоминаются кыргызские эмиры.
Казахстанский историк М. Х. Абусеитова пишет, что «после того, как Мухаммед-кыргыз сошел с исторической арены, кыргызы вплоть до середины XVIII века признавали власть Тахира, Хакк-Назара, Таукеля, Есима, которые часто упоминались в источниках как “государи казахские и киргизские”».

При Хак-Назар-хане были установлены торговые и политические связи Казахского ханства с Москвой, при этом в конце 1570-х годов известно, что он был «в миру» с царём. В 1573 году при направлении к Хак-Назару по настоятельной просьбе братьев Строгановых русского посольства во главе с Третьяком Чебуковым Иван Грозный поставил перед послами задачу не только установить контакт с Казахским ханством, но и заключить с ним военный союз против сибирского хана Кучума. В 1577 году русский посол у ногайцев боярский сын Борис Доможиров доносил Ивану Грозному: 
Да, сказывал, Государь, татарин Асан Иллибабаев, что приходили сее весны Казачьи орды люди на Ак-Мирзу да на Бек-Мирзу, а у них отобрали многие стада, да у них же взяли пять человек. И они, Государь, отпустили пятого человека к Тинехмату князю и к Урус-мирзе, и велели им говорити, что де царь наш Акак Назар с Царем и великим князем в миру, а нашему де царю Акак Назару вас воевати, по Яике и по Волге не дать кочевати.
Хак-Назар-хан подчинил своей власти не только всю казахскую степь, но и вел масштабные войны с соседними государствами. Казахский хан боролся против ойратов (в Семиречье) и могулов. Башкиры, каракалпаки и киргизы подчинились власти Хак-Назара. Также ему удалось нанести ряд поражений правителям Мавераннахра. Отряды Хак-Назара держали под постоянной угрозой Ташкент, взимая дань со всех проходящих караванов. В 1535 году русский посланец Данила Губин, докладывал в ставку: «А казаки, Государь, сказывают, добре сильны, а сказывают, государь, Ташкент воевали и Ташкентские царевичи, сказывают, с ними дважды бились, казаки их побивали». Военный поход Хак-Назара против Сибирского хана Кучума (Кошим) вынудил последнего искать союзников у русских правителей и среди среднеазиатских ханов. При Хак-Назаре границы Казахского ханства расширились от Урала (Жайык) до Волги. При правлении Хак-Назара города Туркестан, Сыганак, Сауран, Сайрам, Тараз вошли в состав Казахского ханства. Иван Грозный признал Хак-Назара великим правителем и в 1573 году направил к нему своего первого посла. Но посол не доехал до Хак-Назар-хана, так как по дороге был захвачен в плен отрядами сибирского хана Кучума. Тем не менее, в 1574 году Иван Грозный даровал купцам Строгановым грамоту на право беспошлинной торговли с казахами. За установлением торговых связей последовали и политические сношения между Москвой и Казахским ханством. Некоторое время Дин-Мухаммад-султан, сын Хак-Назара, правил Ташкентом и Хивой.

### Взаимоотношение Казахского ханства с другими государствами
В правление Хак-Назар-хана Казахское ханство имело дипломатические отношения и с другими государствами. В русских архивных документах содержатся сведения, позволяющие нам говорить о существовании дипломатических взаимоотношений казахских правителей с Крымским ханством. Летом 1523 года крымский правитель Саадет-Гирей писал московскому великому князю Василию III Ивановичу: «И как салтан Сюлеман шах — таков у меня брат есть. Также и асстороканской Усеин царь то мне брат же. А и в Казани Саип Гирей царь и то мне родной брат. И с иную сторону казахский царь то мне брат же …». Поход казахских войск под руководством Хак-Назара в 1569 году на ногайцев и Астрахань русский посол в Ногайской Орде С. Мальцев рассматривал как кампанию, согласованную казахами с крымским ханом. В своей грамоте в Москву он писал: «Казатцкие Орды Акназар царь да Шигай царевич да Челым царевич со многими царевичи по крымского царя думе безвестно на нас пришел». Чтобы внести в казахско-крымские отношения разлад, ногайский мирза Тинехмат (Дин-Ахмед) писал крымскому хану, что Хак-Назар намерен после захвата Ногайской Орды напасть и на Крым — «Да хочет де и на Крым приходити».
Характер отношений Хак-Назар-хана с Шейбанидами был разносторонним — военные конфликты сменялись периодами сотрудничества и дружбы. Наибольший интерес к сближению с Хак-Назаром проявил шейбанид Абдаллах-хан II. В конце 1570-х годов развязалась битва между Абдаллахом II и Баба-султаном (сыном Науруз-Ахмада); поводом для войны стало то, что Баба, овладев Ташкентом, убил своего старшего брата Дарвиша, которого Абдаллах II посадил там в качестве правителя. Хак-Назар в этой борьбе поддержал Абдаллаха II, так как руководствовался «клятвенным договором» и собственными интересами (Ташкент, как и другие города по среднему течению Сырдарьи, был предметом борьбы между Шейбанидами и казахскими ханами). К Абдаллаху II приезжал посол от Хак-Назар-хана, чтобы передать уверения в преданности и дружбе; Хак-Назар предложил выдать Абдаллаху II пленных «из сыновей Баба-султана Убайдаллах-султана, из его эмиров Джан-Мухаммад-аталык-наймана и Шах-Гази-бий-дурмана вместе с некоторыми вельможами». После этого Абдаллах II вместе с этим послом отправил к казахам могущественного эмира Сургун-аталыка с посланием: «Всем тамошним хаканам после вознесения высоких молитв сообщаем, что мы жалуем [им] четыре селения в Туркестанском вилайете».
Поддержка Хак-Назара сыграла решающую роль в подавлении мятежа Баба-султана — в середине 1579 года он потерпел поражение под Ташкентом, а в августе того же года Абдаллах II заключил мир с Баба-султаном. Однако Баба-султан заключил мир с казахскими султанами и уступил им вилайеты Йассы и Сауран, эта уступка помогла ему совершить совместное нападение на бухарские владения. Однако союз казахов с Баба-султаном был непрочным. Когда в апреле 1580 года он направил к казахам посла Джан-Кули-бия с предложением собрать силы и выступить против Абдаллаха II, казахские султаны, в том числе Хак-Назар-хан, Джалим-султан, отец жены Баба-султана, составили заговор, чтобы убить Баба-султана. Заговор был раскрыт, так как человек, который должен был убить Джан-Кули-бия, из жалости отпустил его, а тот предупредил Баба-султана. Об этом не знал Джалим-султан, который вместе с двумя своими сыновьями и двумя сыновьями Хак-Назара (Муигатаем и Дин-Мухаммадом) с огромной толпой людей пошёл к Баба-султану. Когда они съехались на берегу реки Шарабхане, чтобы оттуда отправиться к Хак-Назару, воины Баба-султана перебили их (при этом сыновья Хак-Назара, видимо, выжили, так как упоминаются в источниках позднее в 1586 году при описании ташкентского мятежа). В то же время, Баба-султан дал приказ Бузахуру настичь Хак-Назар-хана и умертвить его.
Однако известия о смерти Хак-Назара ни в одном из источников нет. Известно, что Бузахур узнал о намерении Баба-султана расправиться с ним и бежал. Тогда Баба-султан послал за ним в погоню Дустум-бия, сына Бултурук-бия. «Неожиданно они настигли тот отряд [фарик] войска Бузахур-султана, который, захватив имущество и скот Хак-Назар-хана, преследовал последнего». Эти события произошли не позднее мая 1580 года, после этого в источниках нет никаких упоминаний о Хак-Назар-хане, а казахским ханом называется его двоюродный брат Шигай-хан.
Захоронение Хакназар-Хана находится в мавзолее Карабура.